# Chaplan
La Chaplan est une variété de poire à cuire.

## Synonymes

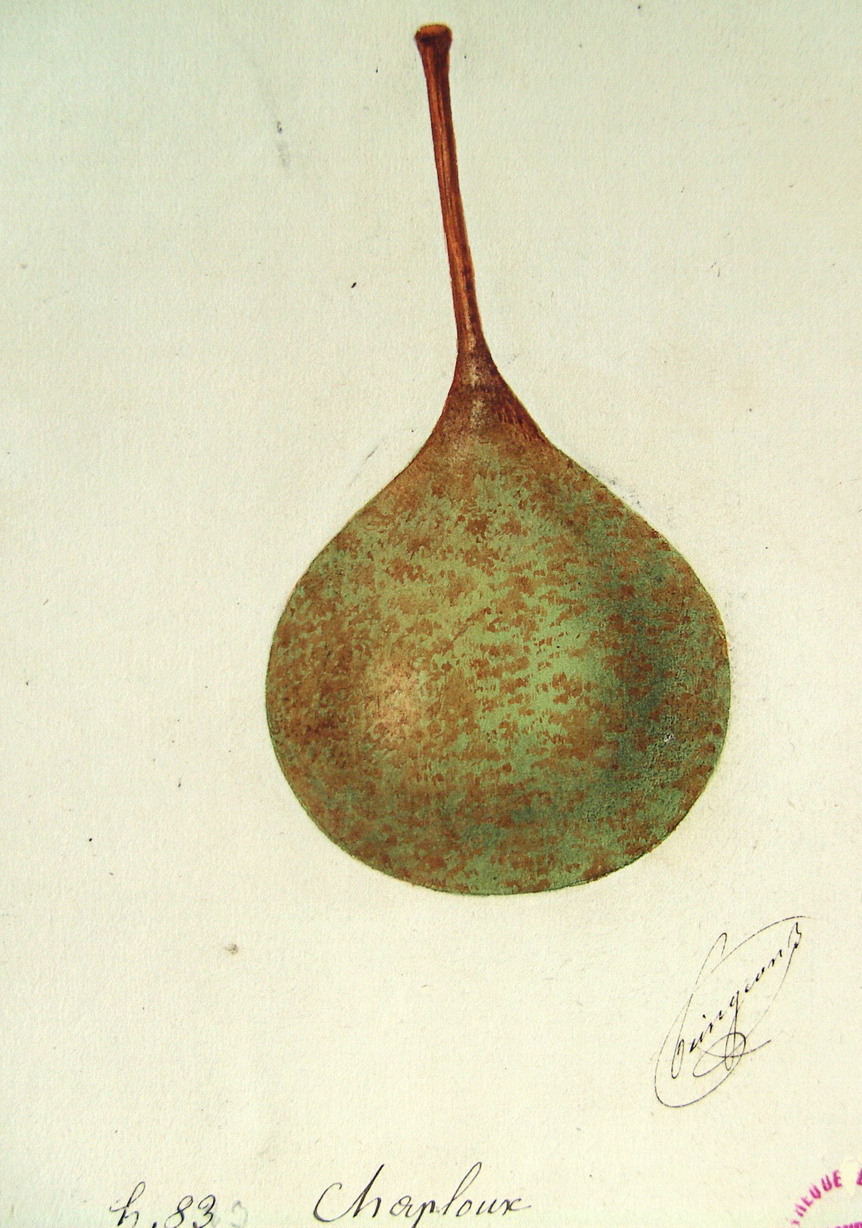
Chaploux, Chaplan...

- Caplan,
- Capelan,
- Chapelan,
- Chaplan[1],
- Chaploux,
- Chapland,
- De Brignolles,
- Chapeland,
- Long-pécoud[2].

## Origine
Son origine est ancienne et inconnue, c'est une variété locale de l'Isère et la Drôme.

## Fruit
Moyen ou petit, turbiné court, régulier en son pourtour.
Épiderme : jaune verdâtre, recouvert de fauve rosé à l'insolation et picté de fauve clair sur toute la surface, plaqué de fauve autour du pédicelle.
Œil : ouvert, inséré dans une cavité peu appréciable à la base du fruit et un peu mamelonné.
Pédicelle : large, mince, arqué, implanté bien au sommet du fruit.
Chair : blanche, jaunâtre, un peu pâteuse, très sucrée, très parfumée.

## Appréciation générale
Qualité : bonne à cuire.
Maturité : automne et hiver.
Très bonne petite poire rustique à cuire à l’eau ou avec du vin, maturité : décembre-janvier.
Anciennement bien connue et cultivée dans la Drôme et la vallée du Rhône.
L'épaisseur de la peau de cette poire permet de la cuire sous la cendre. La chair de son fruit est alors, sucrée, moelleuse et très agréable. Coupée en quatre et séchée au four, elle entre dans la composition des « poires tapées » qui s'expédiaient, au XIXe siècle, des environs de Brignolles à Paris.

## Observations
« La description de Leroy est assez sommaire. Il dit l'avoir reçue d'un pépiniériste belge et ne pas l'avoir vue en France.
Parallèlement, Decaisne, (Jardin fruitier du museum) nous indique qu'il l'a aperçue dans la Loire et qu'elle est très répandue dans le sud-est de la France (décrite sous le nom de "De Brognoles").
Le "Verger français", un siècle plus tard, la cite sous le nom de Chaplan en taisant tout de son origine et de ses synonymes.
« J'ai rencontré les deux poires étiquetées sous le nom de Brignoles et Chaplan dans les vergers de Charance et ces deux poires me semblent identiques ». »

#### Ouvrages
- André Leroy, Dictionnaire de Pomologie, Poires, tomes  I et II, Imprimeries Lachaire à Angers.
- H. Kessler, Pomologie illustrée, Imprimeries de la Fédération S.A, Berne.
- Georges Delbard, Les Beaux fruits de France d’hier, Delbard, Paris, 1993,  (ISBN 2-950-80110-2)

#### Revues et publications
- Revue Fruits Oubliés, no 54.